# La cassa dritta
La cassa dritta è un singolo del gruppo musicale italiano Two Fingerz, il primo estratto dal quinto album in studio Two Fingerz V e pubblicato il 5 dicembre 2013.
Il singolo ha visto la partecipazione del rapper italiano Fedez.

## Tracce
Download digitale
1. La cassa dritta (featuring Fedez) – 2:54